# Dopuszczalne ryzyko
Dopuszczalne ryzyko – amerykańsko-kanadyjski film fabularny z 2001 roku w reżyserii Williama A. Grahama. Film nakręcono w Winnipeg.

## Fabuła
Podczas renowacji starej posiadłości, biochemik Edward Armstrong, znajduje tajemniczą pleśń. Po przeprowadzeniu badań odkrywa nowy, psychotropowy lek. Skuszony wizją szybkiego wzbogacenia się, decyduje o pominięciu zwykłych procedur naukowych i przekonuje grupę swoich kolegów, aby przetestowali lek na sobie. Edward jako pierwszy zażywa środek i dopiero po pewnym czasie zdaje sobie sprawę z przerażających skutków swojego eksperymentu.

## Obsada
- Chad Lowe jako Edward Armstrong
- Chad Bruce jako Tim
- James Bulliard jako Billy
- Sean Patrick Flanery jako Bobby
- Kelly Rutherford jako Kim Welles
- Patty McCormack jako Lois
- Danielle von Zerneck jako Gloria
- Phillip Troy Linger jako Profesor Gavin

i inni